# Джан-Філ (Флорида)
Джан-Філ (англ. Jan Phyl Village) — переписна місцевість (CDP) в США, в окрузі Полк штату Флорида. Населення — 5927 осіб (2020).

## Географія
Джан-Філ розташований за координатами 28°0′57″ пн. ш. 81°47′37″ зх. д. / 28.01583° пн. ш. 81.79361° зх. д. (28.015945, -81.793473).  За даними Бюро перепису населення США в 2010 році переписна місцевість мала площу 12,22 км², з яких 11,85 км² — суходіл та 0,37 км² — водойми.

## Демографія
Згідно з переписом 2010 року, у переписній місцевості мешкали 5573 особи в 1873 домогосподарствах у складі 1457 родин. Густота населення становила 456 осіб/км².  Було 2127 помешкань (174/км²).
Расовий склад населення:
| - 72,1 % — білих - 18,5 % — чорних або афроамериканців - 1,2 % — азіатів - 0,4 % — корінних американців - 5,1 % — осіб інших рас |

До двох чи більше рас належало 2,7 %. Частка іспаномовних становила 16,2 % від усіх жителів.
За віковим діапазоном населення розподілялося таким чином: 27,0 % — особи молодші 18 років, 61,7 % — особи у віці 18—64 років, 11,3 % — особи у віці 65 років та старші. Медіана віку мешканця становила 35,8 року. На 100 осіб жіночої статі у переписній місцевості припадало 94,9 чоловіків;  на 100 жінок у віці від 18 років та старших — 91,6 чоловіків також старших 18 років.
Середній дохід на одне домашнє господарство  становив 53 992 долари США (медіана — 40 614), а середній дохід на одну сім'ю — 59 142 долари (медіана — 49 482). За межею бідності перебувало 20,1 % осіб, у тому числі 35,4 % дітей у віці до 18 років та 0,0 % осіб у віці 65 років та старших.
Цивільне працевлаштоване населення становило 1933 особи. Основні галузі зайнятості: освіта, охорона здоров'я та соціальна допомога — 21,7 %, роздрібна торгівля — 18,1 %, мистецтво, розваги та відпочинок — 11,1 %, науковці, спеціалісти, менеджери — 10,5 %.